# Yitzhak Yosef
Yitzhak Yosef (en hebreo: יצחק יוסף, Jerusalén, 16 de enero de 1952) es el rabino jefe sefardí de Israel. También es conocido como Rishon LeZion. Es el rosh yeshivá de la Yeshivat Hazon Ovadia y el autor de un grupo de libros sobre la ley judía llamado Yalkut Yosef.
El rabino Yosef es el hijo del rabino Ovadia Yosef, antiguo rabino jefe sefardí de Israel, y basa sus decisiones en la ley judía en las normas de su padre.
Sus libros se consideran fundamentales entre grandes sectores de judíos sefardíes en Israel y el mundo. Por estos libros, ha ganado el Premio Rabino Toledano del Consejo Religioso de Tel Aviv, así como el Premio Rav Kook.